# تمرد كرونشتات
كان تمرد كرنشتات أو عصيان كرنشتات (باللغة الروسية: Кронштадтское восстание) تمردًا من البحارة والجنود والمدنيين السوفييت في مدينة كرنشتات الساحلية ضد الحكومة البلشفية التابعة لجمهورية روسيا الاتحادية الاشتراكية السوفيتية. كانت آخر ثورة كبرى ضد النظام البلشفي في الأراضي الروسية أثناء الحرب الأهلية الروسية التي دمرت البلاد. بدأ التمرد في 1 مارس 1921 في القلعة البحرية للمدينة الواقعة على جزيرة كوتلين في خليج فنلندا. كانت كرنشتات، على نحو تقليدي، قاعدة الأسطول البلطيقي الروسي، وعملت كدفاع ضد الاقتراب من بيتروغراد التي تبعد نحو 55 كم (34 ميل) عن الجزيرة. طوال ستة عشر يومًا، ثارت ثائرة المتمردين ضد الحكومة السوفيتية، والتي كانوا قد ساعدوا على توطيد حكمها.
تحت قيادة ستيبان بيتريشينكو، طالب المتمردون، بما في ذلك العديد من الشيوعيين الذين خاب أملهم في توجه الحكومة البلشفية، بسلسلة من الإصلاحات، مثل انتخاب حكومة سوفيتية جديدة، وإدراج الأحزاب الاشتراكية والجماعات الأناركية في الحكومة السوفيتية الجديدة، وإنهاء احتكار البلاشفة للسلطة، والحرية الاقتصادية للفلاحين والعمال، وحل أجهزة الحكم البيروقراطية التي أُنشئت خلال الحرب الأهلية، واستعادة الحقوق المدنية للطبقة العاملة. على الرغم من نفوذ بعض أحزاب المعارضة، لم يؤيد البحارة أي منها على وجه الخصوص.
اقتناعًا منهم بشعبية الإصلاحات التي كانوا يناضلون من أجلها (والتي حاولوا تنفيذها جزئيًا أثناء الثورة)، انتظر بحارة كرنشتات بلا جدوى دعم السكان في بقية البلاد ورفضوا المساعدات من المهاجرين. رغم أن مجلس الضباط دعا إلى إستراتيجية أكثر هجومية، فقد ظل المتمردون يتخذون موقفًا سلبيًا في انتظار أن تتخذ الحكومة الخطوة الأولى في المفاوضات، التي أدت في نهاية المطاف إلى عزل القوات القارية. على النقيض من ذلك، اتخذت السلطات موقفًا متزمتًا، إذ قدمت إنذارًا نهائيًا يطالب بالاستسلام غير المشروط في الخامس من مارس. بمجرد انتهاء فترة الاستسلام، شن البلاشفة سلسلة من الغارات العسكرية على الجزيرة، ونجحوا في قمع الثورة في السابع عشر من مارس، الأمر الذي أسفر عن مقتل عدة آلاف من المواطنين.
اعتُبر المتمردون شهداء ثوريين من قِبل أنصارهم، ووصفتهم السلطات بأنهم «عملاء الوفاق الثلاثي والثورة المضادة». أثارت استجابة البلاشفة للثورة جدالًا كبيرًا، وتسببت في خيبة أمل العديد من أنصار النظام الذي أسسه البلاشفة، كخيبة أمل إيما جولدمان. لكن على الرغم من قمع الثورة وعدم تلبية المطالب السياسية للمتمردين، فقد أدى ذلك إلى التعجيل بتنفيذ السياسة الاقتصادية الجديدة التي حلت محل «الشيوعية الحربية».
وفقًا للينين، فإن الأزمة كانت أخطر ما واجهه النظام حينئذ، «لا شك أنها أكثر خطورة من دينيكين ويودنيتش وكولتشاك مجتمعين».

## سياق الأحداث
في 12 أكتوبر وقعت الحكومة السوفيتية هدنة مع بولندا، وبعد ثلاثة أسابيع غادر بيوتر نيكولايفيتش رنجل، وهو آخر جنرال للجيش الأبيض، شبه جزيرة القرم، وفي نوفمبر تمكنت الحكومة من تفريق جيش نستور ماخنو الأسود في جنوب أوكرانيا. استعادت موسكو السيطرة على تركمانستان وسيبيريا وأوكرانيا، بالإضافة إلى مناطق الفحم والنفط في كل من دونتسك وباكو على التوالي. في فبراير 1921، استعادت القوات الحكومية منطقة القوقاز بالاستيلاء على جورجيا. رغم استمرار بعض أعمال القتال في بعض المناطق (ضد مخنو في أوكرانيا، وضد ألكسندر أنتونوف في تامبو، وضد الفلاحين في سيبيريا)، فإنها لم تشكل تهديدًا عسكريًا خطيرًا لاحتكار البلاشفة للسلطة.
بعد أن فقدت حكومة [لينين] الأمل في قيام ثورة شيوعية عالمية، سعت إلى توطيد السلطة محليًا وتطبيع علاقاتها مع القوى الغربية، التي أنهت تدخلها في الحرب الأهلية الروسية. خلال عام 1920 وُقعت عدة معاهدات مع فنلندا وجمهوريات البلطيق الأخرى، وفي عام 1921 كانت هناك اتفاقات مع بلاد فارس وأفغانستان. على الرغم من الانتصار العسكري وتحسن العلاقات الخارجية، فإن روسيا كانت تواجه أزمة اجتماعية واقتصادية خطيرة، تهدد لينين وأنصاره. مع أن القوات الأجنبية بدأت تنسحب، استمر القادة البلشفيون في فرض سيطرة محكمة على الاقتصاد من خلال سياسة شيوعية الحرب. انخفض الناتج الصناعي على نحو كبير. تشير التقديرات إلى أن الإنتاج الإجمالي للمناجم والمصانع في عام 1921 بلغ نحو 20% من المستوى الذي كان عليه قبل الحرب العالمية الأولى، مع معاناة العديد من المواد الأساسية من انخفاض حاد. انخفض إنتاج القطن، على سبيل المثال، إلى 5%، وإنتاج الحديد إلى 2% من مستويات ما قبل الحرب. تزامنت هذه الأزمة مع موجات الجفاف في عامي 1920 و1921، الأمر الذي أدى إلى المجاعة الروسية في عام 1921.
ازداد السخط بين السكان الروس، وخاصة الفلاحين، الذين شعروا بالحرمان بسبب مصادرة الشيوعيين للحبوب (سياسة برودرافيورستكا، والتي تعني الاستيلاء القسري على أجزاء كبيرة من محاصيل الحبوب للفلاحين والمستخدمة لإطعام سكان المدن). قاوم الفلاحون برفض حرث أرضهم. في فبراير 1921، انتفض أكثر من 100 فلاح. شارك عمال بيتروغراد أيضًا في سلسلة من الإضرابات بسبب تخفيض حصص الخبز بمقدار الثلث على مدى فترة عشرة أيام.